# Brachypsectra fulva
Brachypsectra fulva – gatunek chrząszcza z rodziny Brachypsectridae. Występuje w południowych Stanach Zjednoczonych i Meksyku.

## Taksonomia
Gatunek ten opisany został po raz pierwszy w 1874 roku przez Johna Lawrence’a LeConte. Jako miejsce typowe wskazał on Teksas. Pierwszego zilustrowania larw dokonał w 1930 roku Kenneth Blair, a opisu morfologicznego larw w 1931 roku dokonali Adam Giede Böving i Frank Craighead. W 2006 roku ukazał się piórem Cleide Costy i współpracowników przegląd przedstawicieli rodzaju Brachypsectra wraz z redeskrypcją owadów dorosłych i larw B. fulva.

## Morfologia
Samce osiągają od 3,7 do 6,3 mm długości, a samice od 5 do 7,7 mm długości ciała. Kształt jego jest spłaszczony, podługowaty, u samicy szerszy niż u samca. Ubarwienie jest żółtawobrązowe z jaśniejszym spodem i pokrywami. Nieco szersza niż dłuższa głowa osadzona jest głęboko w przedtułowiu. Oczy złożone są duże i kulistawe. Czułki u samca mają człony od piątego do dziesiątego, a u samicy od ósmego do dziesiątego grzebykowane, u samca silniej niż u samicy. Żuwaczki są małe i jednozębne. Przedplecze u samca ma boczne brzegi w nasadowej ⅓ faliste i dalej zbieżne ku przodowi, kąty tylne wąsko zaostrzone i wyraźnie wystające na boki oraz powierzchnię z parą krótkich żeberek sublateralnych przed kątami tylnymi. Przedplecze u samicy ma boczne brzegi w nasadowej ⅓ prawie równoległe i dalej zaokrąglenie zbieżne ku przodowi, kąty tylne niewystające na boki i powierzchnię bez żeberek sublateralnych. U obu płci tylna krawędź przedplecza jest trójfalista. Tarczka jest w zarysie prawie trapezowata, gwałtownie wyniesiona. Pokrywy u samca są od 1,8 do 2,2 raza dłuższe niż szerokie, o bokach niemal równoległych. U samicy są one od 1,6 do 1,7 raza dłuższe niż szerokie, o bokach zaokrąglonych, w ⅔ długości lekko rozszerzone. Odnóża są smukłe, długie, pozbawione ostróg na goleniach, zakończone pięcioczłonowymi stopami o niezmodyfikowanych pazurkach. Genitalia samca mają symetryczny, trójpłatowy edeagus z tak długą jak szeroką fallobazą. Paramery są w części wierzchołkowej przewężone, ich krawędzie wewnętrzne zwężają się stopniowo ku szczytowi, krawędzie zewnętrzne są silnie zwężone u szczytu, a krawędzie wierzchołkowe są proste do lekko zaokrąglonych. Boczne wyrostki paramer są ostre i umieszczone wierzchołkowo. Prącie ma proste i bardzo szeroko rozbieżne rozpórki nasadowe, boki prawie równoległe, a od środka długości zwęża się ku wąsko zaokrąglonemu szczytowi.
Larwa osiąga 15 mm długości ciała. Jego kształt jest szeroko-owalny i silnie spłaszczony, dyskowaty. Mniej więcej tak długa jak szeroka, prawie trapezowata w zarysie głowa zaopatrzona jest w wydatne, pozbawione szypułek oczka larwalne oraz trójczłonowe czułki z członem drugim gęsto pokrytym złożonymi szczecinkami. Szew epikranialny ma krótki trzon i lekko lirowate ogałęzienia frontalne. Szew epistomalny jest widoczny. Warga górna jest wolna, lekko poprzeczna, bardzo mała. Smukłe, sierpowate żuwaczki pozbawione są retynakulum, moli i prosteki. Szczęki mają kotwiczki zlane w jedną, trapezowatą płytkę. Stykające się ze sobą głaszczki wargowe mają bardzo długi człon pierwszy i długi człon ostatni. Bardzo wąska gula wydzielona jest szwami gularnymi. Wszystkie segmenty tułowia oraz segmenty odwłoka od pierwszego do ósmego zaopatrzone są w płaty boczne, które z kolei mają mniejsze płatki (lobule); na przednich płatach dwóch pierwszych segmentów odwłoka występują po dwie lobule. Pierwsza para odnóży nie jest osadzona blisko przetchlinek śródtułowia.

## Biologia i ekologia
Owady te bytują pod nienaruszoną korą martwych i żywych drzew, pod liśćmi i w pochwach liściowych roślin jednoliściennych oraz w szczelinach skalnych. Larwy są niewyspecjalizowanymi drapieżnikami polującymi z zasadzki na różne bezkręgowce. Ich ofiarami padają m.in. larwy innych chrząszczy, w tym łyszczynkowatych, pawężnikowatych i czarnuchowatych, błonkówki, w tym mrówkowate, a także karaczany, termity, pająki, solfugi i zaleszczotki. Osobniki dorosłe chętnie przylatują do sztucznych źródeł światła.
W rozwoju występują przynajmniej trzy stadia larwalne, a ich ilość i długość cyklu rozwojowego prawdopodobnie zależą od warunków. W hodowli obserwowano przeżycie larwy przez ponad dwa lata bez dostarczania im pokarmu. Przepoczwarczenie następuje w jedwabistym oprzędzie, zwykle sklejającym korę i drewno. Stadium poczwarki trwa około 6 tygodni.

## Rozprzestrzenienie
Gatunek północnoamerykański, w Stanach Zjednoczonych znany jest z Utah, Kolorado, Arizony, Nowego Meksyku i Kalifornii, w Meksyku zamieszkuje zaś m.in. stany Baja California i Baja California Sur.